# Возняк, Михал
Ми́хал Во́зняк (пол. Michał Woźniak; 9 сентября 1875, Сухи Лас, Царство Польское — 16 мая 1942, Дахау, Бавария) — блаженный Римско-Католической Церкви, священник, мученик. Входит в число 108 блаженных польских мучеников, беатифицированных Римским Папой Иоанном Павлом II во время его посещения Варшавы 13 июня 1999 года.

## Биография
С 1897—1900 гг. обучался в салезианском учебном заведении в Ломбриаско, возле Турина, в 1902 году поступил в Высшую духовную семинарию в Варшаве. 20 сентября 1906 года был рукоположён в священника, после чего занимался пастырской деятельностью в различных приходах. В октябре 1909 года был назначен администратором прихода в Висневе, возле Минска Мазовецкого, где благодаря его деятельности в Католическую церковь вернулись около 100 человек, придерживавшихся учения мариавизма. С 11 февраля 1911 года был переведён в приход селения Хойната, где он прослужил 10 лет. С 11 октября 1920 года исполнял обязанности декана ядовского деканата. Под его руководством была построена церковь в неоготическом стиле, которая была разрушена российскими войсками в 1915 году. В январе 1923 года был назначен на должность настоятеля в приходе города Кутно.
6 октября 1941 года был арестован немецкими оккупационными властями и 30 октября 1941 года был отправлен в концентрационный лагерь Дахау, где погиб 16 мая 1942 года.

## Прославление
После смерти остался его личный дневник, который он вёл с 1911 по 1940 гг. Этот дневник был опубликован священником Л. Круликом под названиями «Kronika Parafii Chojnata» («Хроника хойнатского прихода») и «Wspomnienia» («Воспоминания»).
13 июня 1999 года он был беатифицирован Римским Папой Иоанном Павлом II вместе с другими польскими мучениками Второй мировой войны.
День памяти — 12 июня.